# صليب معقوف

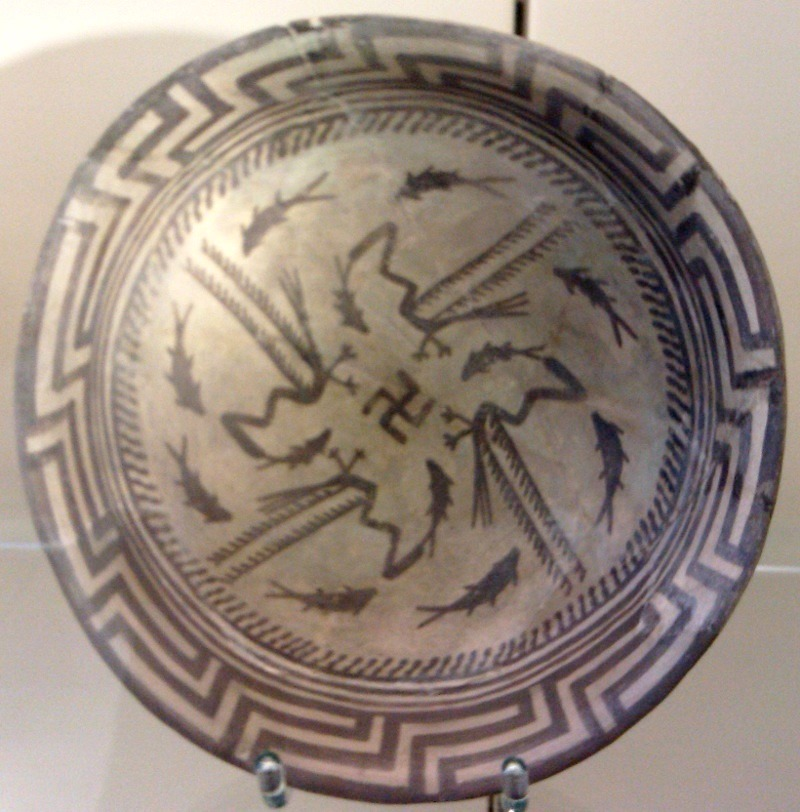
وعاء سامراء، يعود إلى 4000 سنة قبل الميلاد، عثر عليه عالم الآثار الألماني إرنست هرتسفلد في مدينة سامراء محافظة صلاح الدين العراقية. معروض في متحف بيرغامون، في برلين.

الصّليب المَعقوف أو الصّليب المَعكوف أو السواستيكا (بالسنسكريتية: स्वस्तिक) هو صليب متساوي الأضلاع مع أذرع ممتدة بزاوية قائمة إلى اليمين (卐) أو إلى اليسار (卍).
كان الصليب المعقوف يستخدم في كل العالم لكن قل استخدامه في الغرب بعد ارتباطه بالنازية التي استخدمته شعارًا لها. حيث أطلق عليه صليب السواستيكا. وهو يمثل الجنس الآري بدورته الطَّموحة في السيطرة على العالم.

## المنشأ والأسماء
الصليب المعقوف كلمة مشتقة من اللغة السنسكريتية سافاستيكا (في ديفاناغاري स्वस्तिक)، وتعني الكائن المحظوظ أو الميمون، وعلى وجه جعل من شكل الصليب المعقوف أو المعكوف رمزا للدلالة على حسن الحظ، وكلمة سافاستيكا كلمة مركبة من جزئين فكلمة سا أو سو تعني «جيد» و«أستي أو فاستي» تعني «الرفاه». والصليب المعقوف هي أساسا الفكر الفلسفي الهندي الذي أراد هتلر اقترانه منذ توليه المثالية الإيديولوجية عن تفوق العنصر الآري، والثقافة الآرية وقد كان الصليب المعقوف يستخدم في الهند لأكثر من 5000 سنة، وجذوره غير معروف حتى الآن وغير مثبتة.

## الصليب المعقوف والهندسة
هندسيا، يمكن أن يعتبر الصليب المعقوف (من داخل المنطقة) وهو شكل عشريني غير منضم أو يعبر عنه بعشرين من الجوانب والأضلاع. وكان الصليب المعقوف الذي تبنته الحركة النازية يستند إلى الشبكة 5x5 بشكل مائل.

## الصليب المعقوف في الهندوسية

الصليب المعقوف رمز للهندوسية

يشير الصليب المعقوف إلى شكلين للإله الخالق براهما، فالصليب المعقوف لليمين يشير إلى تطور الكون والمعقوف لليسار إلى تقهقره. أما الصليب الموجه في الجهات الأربع (شمال وجنوب وشرق وغرب) فيرمز للثبات ويستعمل كشعار للإله سوريا. يعتبر الصليب المعقوف مقدسا ومباركا عند كل الهندوس ويستخدم في التزيين والتصاميم الدينية. ويشاهد في كل القارة الهندية في جوانب المعابد والأسفار المقدسة والهدايا ورؤوس الرسائل. يرى غانش عادة وهو جالس في زهرة لوتس على بساط من الصلبان المعقوفة.
يوجد الصليب المعقوف في المعابد والرموز والمحاريب والصور والأيقونات الهندوسية حيث يعتبر مقدسا، ويستخدمه الهندوس في الأعراس والحفلات والمناسبات والبيوت والأبواب والمجوهرات والعربات والأطعمة.
يمثل الصليب المعقوف أشعة الشمس التي لا يمكن وجود حياة بدونها، وهو من رموز الرب فيشنو المئة وثمانية.